# Давид ди Донателло 2007
52-я церемония вручения наград премии «Давид ди Донателло» состоялась 14 июня 2007 года. Место проведение — Гран Театро.

## Победители и номинанты

### Лучший фильм
- Незнакомка, режиссёр Джузеппе Торнаторе
- Свобода – тоже хорошо, режиссёр Ким Росси Стюарт
- Новый свет, режиссёр Эмануэле Криалезе
- Мой брат – единственный ребёнок в семье, режиссёр Даниэле Лукетти
- Сто гвоздей, режиссёр Эрманно Ольми

### Лучшая режиссура
- Джузеппе Торнаторе — Незнакомка
- Эрманно Ольми — Сто гвоздей
- Марко Беллоккьо — Режиссёр свадеб
- Эмануэле Криалезе — Новый свет
- Даниэле Лукетти — Мой брат — единственный ребёнок в семье

### Лучший дебют в режиссуре
- Ким Росси Стюарт — Свобода — тоже хорошо
- Алессандро Анджелини — Солёный воздух
- Франческо Амато — Ну что я здесь делаю!
- Джиамбаттисто Авеллино, Сальво Фикарра и Валентино Пиконе — Седьмой и восьмой
- Давид Маренго — Ночной автобус

### Лучший сценарий
- Даниэле Лукетти, Сандро Петралья, Стефано Рулли — Мой брат — единственный ребёнок в семье
- Линда Ферри, Франческо Джиаммуссо, Ким Росси Стюарт, Федерико Старноне — Свобода — тоже хорошо
- Эмануэле Криалезе — Новый свет
- Джузеппе Торнаторе — Незнакомка
- Эрманно Ольми — Сто гвоздей

### Лучший продюсер
- Донателла Ботти и Джорджо Гаспарини для BIANCAFILM и Rai Cinema — Солёный воздух
- Фабрицио Моска для Titti Film в сотрудничестве с Rai Cinema, в совместном производстве с Memento Films и Respiro — Новый свет
- Лаура Фаттори — Незнакомка
- Марко Кименц, Джованни Стабилини и Риккардо Тоцци — Мой брат — единственный ребёнок в семье
- Роберто Чикутто, Луиджи Мусини и Элизабета Олми — Сто гвоздей

### Лучшая женская роль
- Ксения Раппопорт — Незнакомка
- Джованна Меццоджорно — Уроки полёта
- Донателла Финокьяро — Режиссёр свадеб
- Маргерита Буй — Сатурн в противофазе
- Лаура Моранте — Бал-ретро

### Лучшая мужская роль
- Элио Джермано — Мой брат — единственный ребёнок в семье
- Джакомо Риццо — Друг семьи
- Винченцо Амато — Новый свет
- Микеле Плачидо — Незнакомка
- Ким Росси Стюарт — Свобода — тоже хорошо

### Лучшая женская роль второго плана
- Амбра Анджолини — Сатурн в противофазе (ex — aqueo)
- Анджела Финоккьяро — Мой брат — единственный ребёнок в семье (ex — aqueo)
- Микела Ческон — Солёный воздух
- Франческа Нери — Ужин, чтобы познакомить их
- Сабрина Импаччииаторе — Я и Наполеон

### Лучшая мужская роль второго плана
- Джорджо Коланджели — Солёный воздух
- Валерио Мастандреа — Я и Наполеон
- Нинетто Даволи — Одно из двух
- Эннио Фантастичини — Сатурн в противофазе
- Риккардо Скамарчио — Мой брат — единственный ребёнок в семье

### Лучшая операторская работа
- Фабио Замарион — Незнакомка
- Алессандро Пеши — Я и Наполеон
- Лука Бигацци — Друг семьи
- Аньес Годар — Новый свет
- Фабио Ольми — Сто гвоздей

### Лучшая музыка
- Эннио Морриконе— Незнакомка
- Тео Теардо — Друг семьи
- Неффа — Сатурн в противофазе
- Франко Пьерсанти — Мой брат — единственный ребёнок в семье
- Фабио Вакки — Сто гвоздей

### Лучшая песня
- La paranza и Mi persi исполнители Даниэль Сильвестри — Ночной автобус
- Fascisti su Marte исполнители Коррадо Гуццанти — Фашисты на Марсе
- Eppure sentire (un senso di te) исполнители Паоло Буонвино, Элиза Тоффоли — Учебник любви: Истории
- Passione исполнители Неффа — Сатурн в противофазе
- Centochiodi исполнители Паоло Фрезу — Сто гвоздей

### Лучшая художественная постановка
- Карлос Конти — Новый свет
- Франческо Фриджери — Я и Наполеон
- Тонино Дзера — Незнакомка
- Джузеппе Пирротта — Сто гвоздей
- Андреа Кризанти — Гнездо жаворонка

### Лучший костюм
- Мариано Туфано — Новый свет
- Маурицио Милленотти — Я и Наполеон
- Николетта Эрколе — Незнакомка
- Мариарита Барбера — Мой брат — единственный ребёнок в семье
- Лина Нерли Тавиани — Гнездо жаворонка

### Лучший монтаж
- Мирко Гарроне — Мой брат — единственный ребёнок в семье
- Франческа Кальвелли — Режиссёр свадеб
- Марилин Монтье — Новый свет
- Массимо Квалья — Незнакомка
- Патрицио Мароне — Сатурн в противофазе

### Лучший звук
- Бруно Пупаро — Мой брат — единственный ребёнок в семье
- Марио Иагуан — Свобода — тоже хорошо
- Пьер Ив Лабу — Новый свет
- Жилберту Мартинелли — Незнакомка
- Марко Грилло — Сатурн в противофазе

### Лучшие визуальные эффекты
- L'ètude et la supervision des trucages — Francia — Новый свет
- Stefano Coccia, Massimo Contini, Frame by frame, Rebel think, Sirenae Film Post, Spark digital entertainment, Martina Venettoni, VISION — Фашисты на Марсе
- Proxima — Я и Наполеон
- LUMIQ STUDIOS — Торговец камнями
- FX Italia Digital Group — Гнездо жаворонка

### Лучший документальный фильм
- Il mio paese, режиссёр Даниэль Викари
- 100 anni della nostra storia, режиссёр Джанфранко Панноне и Марко Пуччони
- Bellissime (seconda parte), режиссёр Джованна Гальярдо
- Souvenir Srebrenica, режиссёр Лука Росини
- L’udienza è aperta, режиссёр Винченцо Марра

### Лучший короткометражный фильм
- Meridionali senza filtro, режиссёр Michele Bia
- Armando, режиссёр Massimiliano Camaiti
- La cena di Emmaus, режиссёр Josè Corvaglia
- Solo cinque minuti, режиссёр Filippo Soldi
- Travaglio, режиссёр Леле Бискуззи

### Лучший европейский фильм
- Жизнь других, режиссёр Флориан Хенкель фон Доннерсмарк
- Скандальный дневник, режиссёр Ричард Эйр
- Мой лучший друг, режиссёр Патрис Леконт
- Королева, режиссёр Стивен Фрирз
- Возвращение, режиссёр Педро Альмодовар

### Лучший иностранный фильм
- Вавилон, режиссёр Алехандро Гонсалес Иньярриту
- Письма с Иводзимы, режиссёр Клинт Иствуд
- Маленькая мисс Счастье, режиссёр Джонатан Дэйтон и Валери Фэрис
- В погоне за счастьем, режиссёр Габриэле Муччино
- Отступники, режиссёр Мартин Скорсезе

### Premio Film Commission Torino Piemonte
- Сто гвоздей, режиссёр Эрманно Ольми
- Режиссёр свадеб, режиссёр Марко Беллоккьо
- Свобода — тоже хорошо, режиссёр Ким Росси Стюарт
- Потерянная звезда, режиссёр Джанни Амелио
- Новый свет, режиссёр Эмануэле Криалезе

### Premio David Giovani
- Rosso come il cielo, режиссёр Кристиано Бортоне
- Новый свет, режиссёр Эмануэле Криалезе
- Сатурн в противофазе, режиссёр Ферзан Озпетек
- Ночь перед экзаменом – Сегодня, режиссёр Фаусто Брицци

### David Speciali
- Армандо Тровайоли
- Джулиано Монтальдо
- Карло Лиццани